# Guy François
Ne doit pas être confondu avec Guy François (footballeur haïtien).
Pour les articles homonymes, voir Guy François (homonymie) et François.
Guy François (Le Puy-en-Velay, 1580-1650) est un peintre français marqué par la leçon du caravagisme et dont l'œuvre est principalement religieuse.

## Biographie

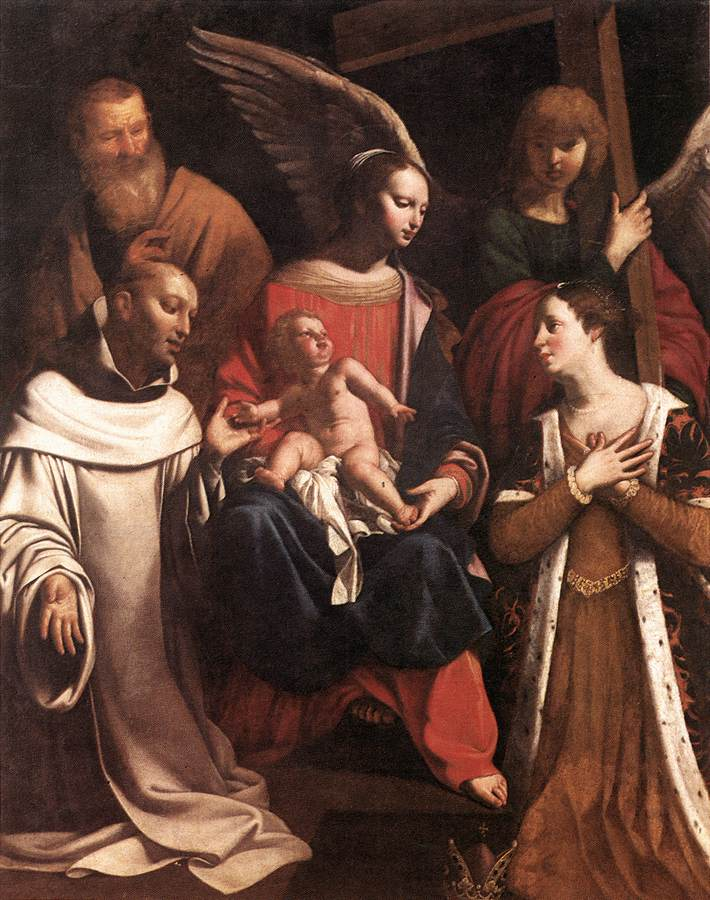
Madone et saints (1626)
Bourg-en-Bresse

On ignore tout de la formation de Guy François, mais on le retrouve à Rome en 1608, où il est membre de l'Académie de Saint-Luc. En 1613, il est de retour au  Puy-en-Velay. Il ouvre un atelier, où travailleront son fils, Jean, et des peintres locaux, comme François Lombard, natif de Saint-Flour, ou Jean Solvain. Il reçoit beaucoup de commandes du clergé, mais  aussi de grandes familles locales, comme les Polignac ou les La Rochefoucault.
À la mort de Guy François, survenue en 1650, c'est son fils Jean qui lui succède à la tête de son atelier.

## Œuvre
Il peint une Adoration des bergers (thème qui revient souvent dans sa production) pour l'église du couvent des Récollets de Nyons. Il est également l'auteur de l'ex-voto de l'église Saint-Roch de Domeyrat, le Couronnement de la Vierge (avec un hommage au Saint Roch montrant ses plaies de Carlo Saraceni). Il peint pour la chapelle du collège des Jésuites de sa ville natale une Crucifixion, signée et datée de 1619, une Vierge apparaissant à saint Ignace de Loyola (sans doute postérieure puisque saint Ignace ne fut canonisé qu'en 1622), et une Adoration des Bergers.
Il reçoit en 1623 la commande d'une Présentation au Temple pour le collège des Jésuites de Cahors (aujourd'hui dans la sacristie de la cathédrale de Cahors). Il peint vers 1625-1630, un Saint Bruno en extase pour l'église Saint Bruno de Bordeaux, et vers 1620-1630. 
- Sainte Marie-Madeleine pénitente (1620 - 1630), huile sur toile, 105 × 83 cm, Musée du Louvre, Paris[3]
- Vierge à l'Enfant avec saint Joseph, saint Bruno et sainte Hélène (1626), huile sur toile, 214 × 156 cm, Bourg-en-Bresse, musée de Brou[4]
- Saint Bruno à Squillace, huile sur toile, 203 x 150 cm, Bordeaux, église Saint-Bruno
- L’Incrédulité de saint Thomas, huile sur toile, 160 x 190 cm, Le Puy, église Saint-Laurent
- Un saint Évêque entre une sainte martyre et sainte Catherine d’Alexandrie, huile sur toile, 260 x 210 cm, Craponne-sur-Arzon, église Saint-Caprais
- Saint François en méditation, huile sur toile, 128 x 94 cm, Padoue, Musei Civici agli Eremitani
- La Vierge à l’Enfant avec saint Bruno, huile sur toile, 79 x 59 cm, Le Puy, musée Crozatier
- Vierge à l'enfant, pierre noire et rehauts de blanc sur papier marron clair teinté de lavis brun. H. 0,405 ; L. 0,280 m[5]. Beaux-Arts de Paris. Cette étude est à rapprocher de la Vierge du Rosaire de l'église Saint-Laurent du Puy, datée de 1619. L'artiste utilise une pierre noire très grasse et des aplats de blanc en rehaut, autant de procédés qui mettent en avant les ombres et les lumières mais également la richesse et le "grain" des matières. Cette étude témoigne d'une attention scrupuleuse à la réalité[6].